# کلهور
کلهر یکی از روستاهای استان آذربایجان شرقی است.این روستا ۲۸۹ نفر جمعیت دارد.